# Авейрівський муніципальний стадіон
Авейрівський муніципальний стадіон (порт. Estádio Municipal de Aveiro) — стадіон у передмісті Авейру, Португалія. Був збудований спеціально до Чемпіонату Європи з футболу 2004. Будівництво було розпочато у червні 2001 року і вже за два роки стадіон було урочисто відкрито 15 листопада 2003 року — новий стадіон сьогодні займає територію у 32 гектари, маючи 3 000 парковочних місць для легкових автомобілів та 70 — для автобусів. Автором проекту стадіону був архітектор Томаш Тавейра, у доробку якого є ще два португальські стадіони — Алваладе XXI та стадіон у Лейрії. За даними офіційної вебсторінки стадіону вміщує 30 127 глядачів, з яких 896 є VIP-місцями, а 897 — призначені для представників ЗМІ. Першою офіційною грою став товариський матч, який відбувся ще до початку європейської першості, а саме у день відкриття стадіону — між збірними Португалії та Греції (результат 1:1). Домашній стадіон місцевого футбольного клубу «Бейра-Мар».

## Євро-2004
Під час Чемпіонату Європи з футболу 2004 стадіон приймав два групових матчі за участю збірних команд Чехії, Латвії та Нідерландів:
| Дата      | Матч               | Рахунок | Раунд          |
| --------- | ------------------ | ------- | -------------- |
| 15 червня | Чехія — Латвія     | 2:1     | Матч групи «D» |
| 19 червня | Нідерланди — Чехія | 2:3     | Матч групи «D» |

## Важливі події
Іншим важливим матчем стала товариська гра 20 серпня 2008 між збірними Португалії та Фарерських островів, за якою спостерігали 22 тис. глядачів (результат 5:0). 

## Галерея

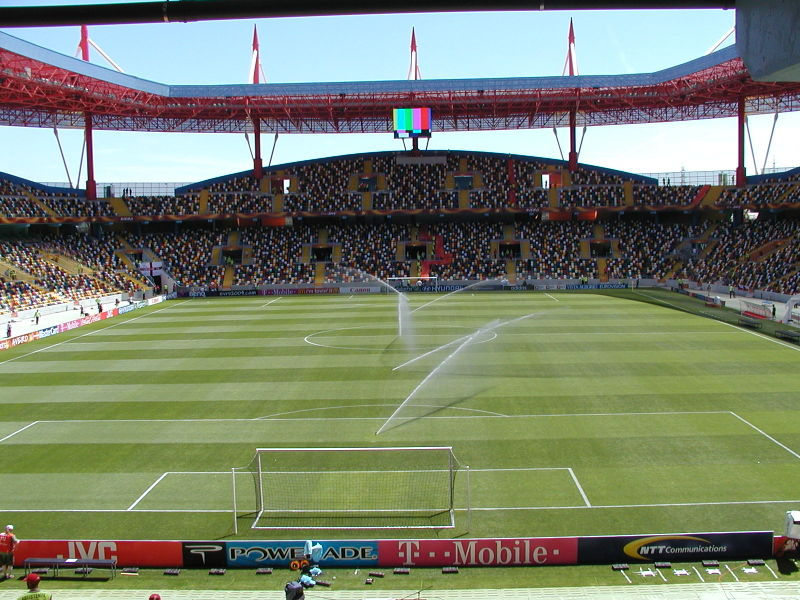
Догляд за полем
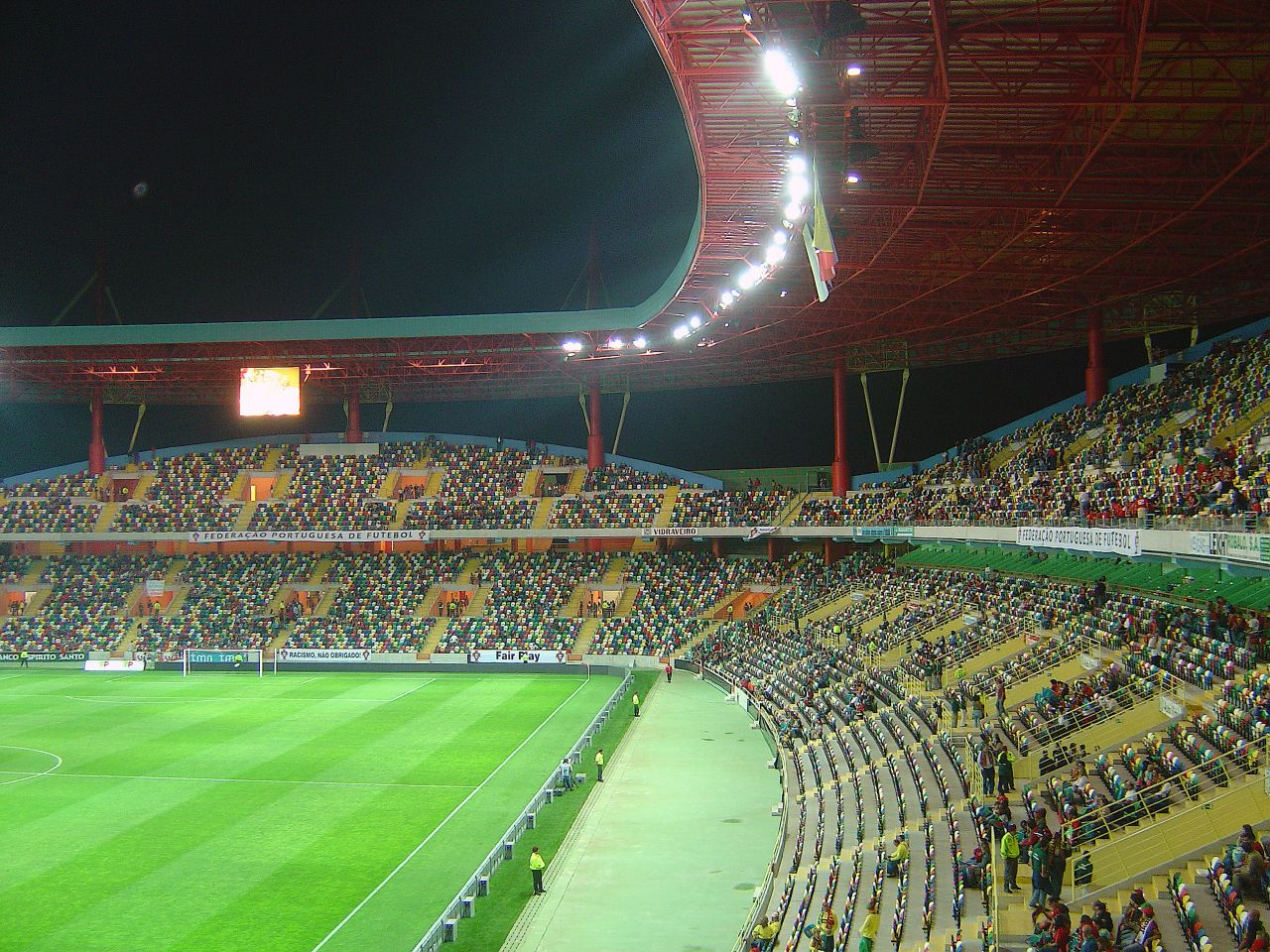
Центральна трибуна
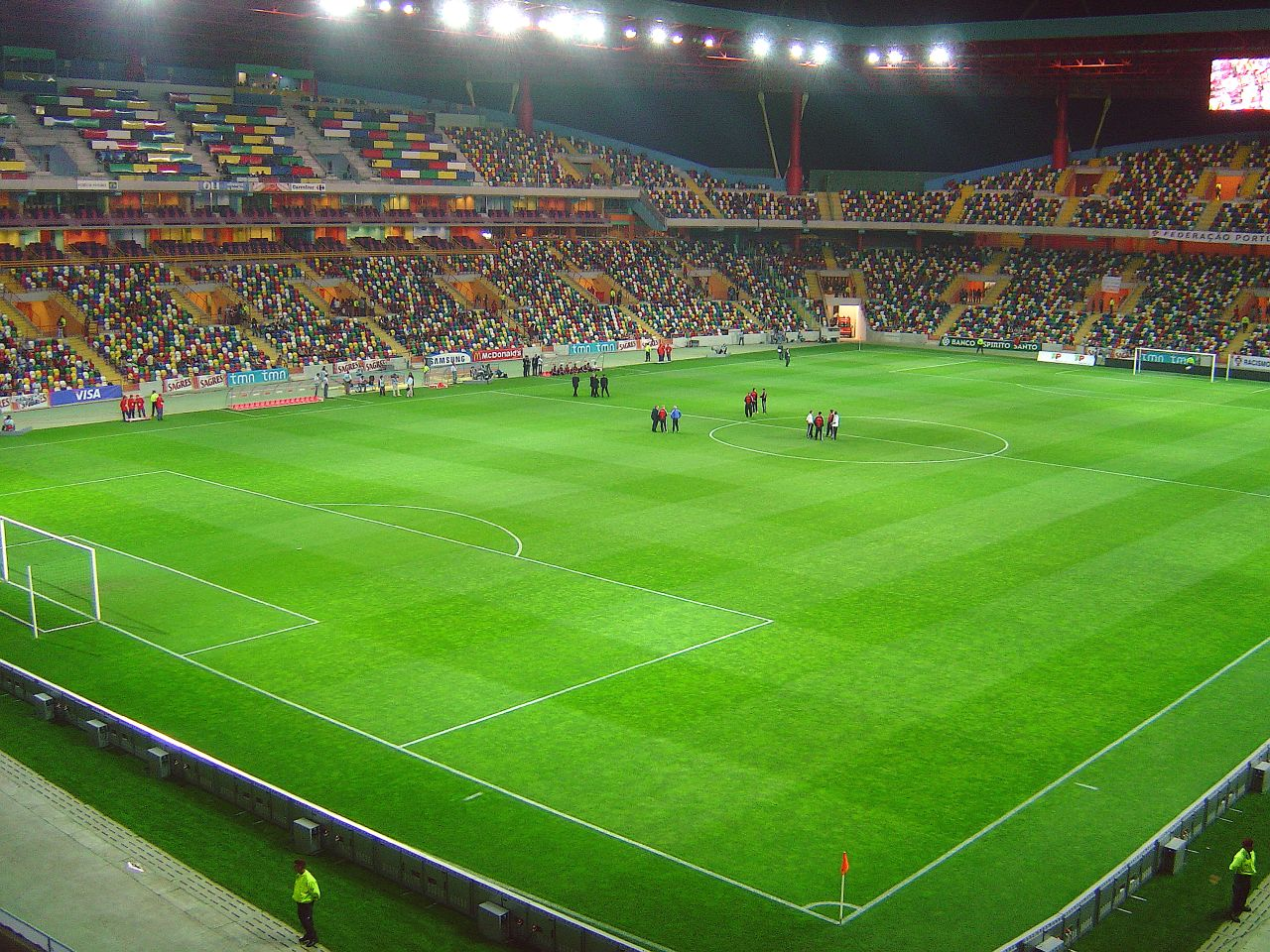
Поле
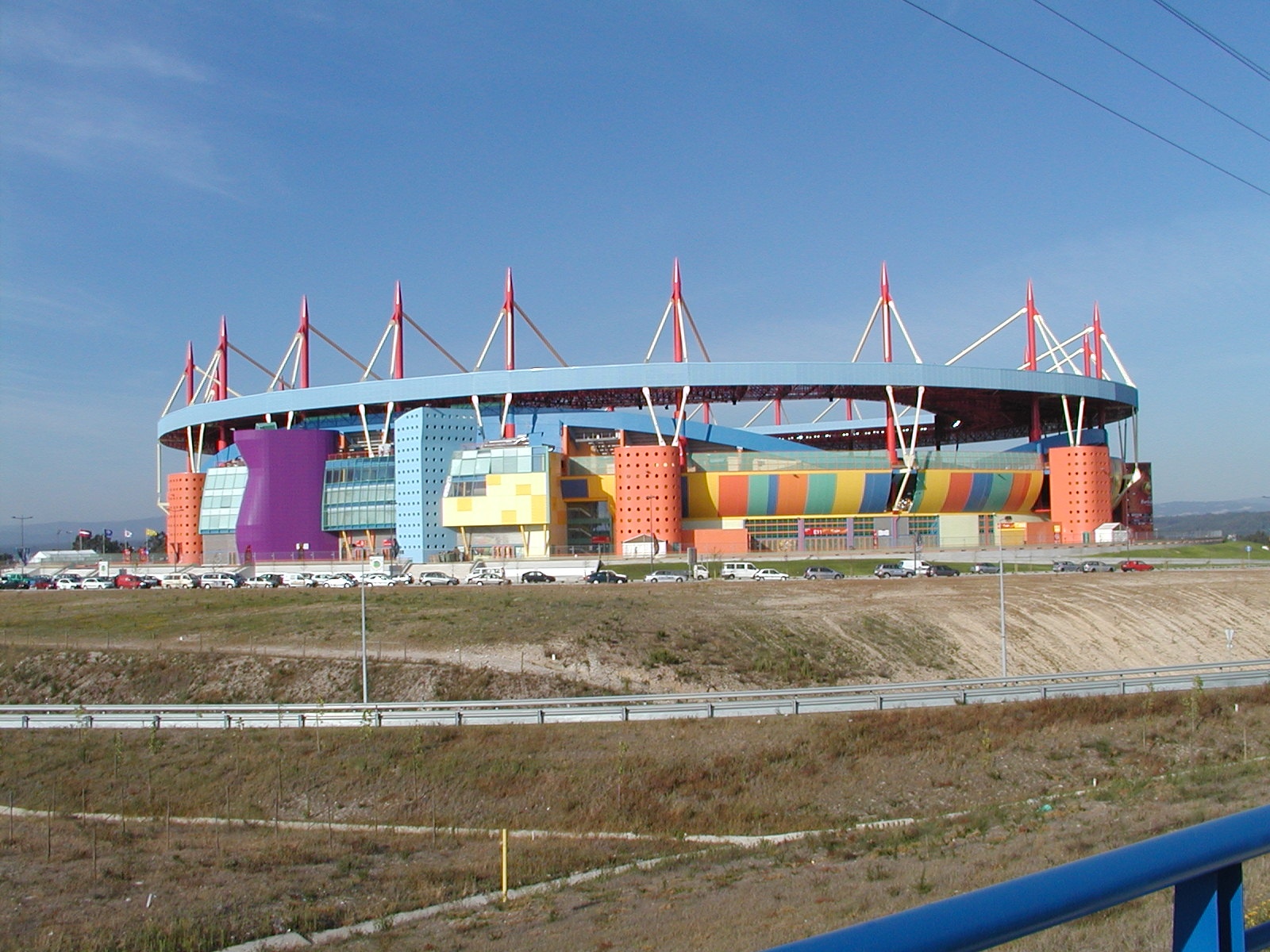
Зовнішній вигляд